# Lily Cole
Lily Luahana Cole (ur. 27 grudnia 1987 w Torquay) – brytyjska modelka i aktorka.

## Życiorys
Urodzona w Torquay, w Anglii. Jako czternastolatka została zauważona przez Benjamina Harta na ulicach Londynu, a wkrótce potem podpisała kontrakt z agencją Storm Models (z niej wywodzą się takie modelki jak Kate Moss oraz Cindy Crawford).

## Kariera
Jej kariera zaczęła się od okładki włoskiego Vogue, gdy została okrzyknięta „Twarzą Roku”. Fotograf Steven Meisel zachwycił się jej rudymi włosami i bladą skórą. Od tej pory Lily pracowała z takimi firmami jak m.in. Chanel, Christian Lacroix, Hermès, Longchamp, Cacharel, Topshop, Anna Sui, Moschino.
Należy do grupy modelek o „twarzy lalki” (Heather Marks, Gemma Ward, Devon Aoki) oraz jest jedną z najlepszych rudowłosych modelek wraz z Karen Elson i Jessicą Stam.
W listopadzie 2004 roku otrzymała nagrodę dla najlepszej brytyjskiej supermodelki.
Chętnie uczestniczy w akcjach charytatywnych i dotyczących ochrony środowiska.

## Filmografia
- 2007: Dziewczyny z St. Trinian (St. Trinian's) jako Polly
- 2009: Krzyk Mody (Rage) jako Lettuce Leaf
- 2009: Parnassus: Człowiek, który oszukał diabła (The Imaginarium of Doctor Parnassus) jako Valentina
- 2009: Passage jako Tania
- 2010: Phantasmagoria: The Visions of Lewis Carroll jako Alice
- 2011: Gdy budzą się demony (There Be Dragons) jako Aline
- 2011: Doktor Who: Klątwa Czarnej Plamy jako syrena (odcinek 3, sezon 6)
- 2015: The Messenger jako Emma
- 2015: Gravy jako Mimi
- 2016: Absolutnie fantastyczne: Film (Absolutely Fabulous: The Movie) jako ona sama
- 2018: Pola Londynu (London Fields) jako Trish Shirt